# Mab (satelit)
Mab, sau Uranus XXVI, este un satelit interior al lui Uranus. A fost descoperit de Mark R. Showalter⁠(d) și Jack J. Lissauer⁠(d) în 2003 folosind Telescopul Spațial Hubble. A fost numit după Regina Mab, o regină a zânelor din folclorul englez care este menționată în piesa Romeo și Julieta a lui William Shakespeare. 
Deoarece satelitul este mic și întunecat, nu a fost văzut în imaginile atent analizate făcute de Voyager 2 în timpul zborului său pe lângă Uranus în 1986. Cu toate acestea, este mai strălucitoare decât un alt satelit, Perdita, care a fost descoperit din fotografiile lui Voyager în 1997. Acest lucru i-a determinat pe oamenii de știință să reexamineze din nou fotografiile vechi, iar satelitul a fost găsit în cele din urmă în imagini.
Mărimea lui Mab nu este cunoscută cu exactitate. Dacă este la fel de întunecat ca Puck, are aproximativ 24 km în diametru. Pe de altă parte, dacă este viu colorat ca satelitul vecin Miranda, ar fi chiar mai mic decât Cupid și comparabil cu cei mai mici sateliți exteriori. 
Mab este puternic perturbat. Sursa reală a perturbației este încă neclară, dar se presupune că este unul sau mai mulți dintre sateliții din apropiere. 
Mab orbitează la aceeași distanță de Uranus ca inelul μ (cunoscut anterior ca R/2003 U 1), un inel de praf descoperit recent. Satelitul este aproape de dimensiunea optimă pentru producerea de praf, deoarece sateliții mai mari își pot recaptura praful care scăpa, iar sateliții mai mici au suprafețe prea mici pentru a alimenta inelul prin ciocniri de particule inelare sau meteorizi. Nu au fost găsite inele asociate cu Perdita și Cupid, probabil pentru că Belinda limitează durata de viață a prafului pe care le generează. 
În urma descoperirii sale, Mab a primit denumirea temporară S/2003 U 1. Satelitul este denumit și Uranus XXVI. 